# Party Monster: The Shockumentary
Party Monster: The Shockumentary est un film documentaire américain de 57 minutes, réalisé par Fenton Bailey et Randy Barbato, sorti en 1998. 
Ce documentaire, inspiré du livre de James St. James (en) Disco Bloodbath, relate la vie de Michael Alig (en), figure des soirées new-yorkaises dans les années 80-90 et du mouvement Club Kids. Il a été adapté en film en 2003 : Party Monster. 

## Fiche technique
- Titre : Party Monster: The Shockumentary
- Réalisation : Fenton Bailey et Randy Barbato, d'après le livre Disco Bloodbath de James St. James (en)
- Production : World of Wonder
- Distribution : Picture This! Entertainment
- Pays d’origine : États-Unis
- Langue : anglais
- Durée : 57 min
- Date de sortie : 1998

## Distribution
- Michael Alig : Club Kid
- James St. James : Club Kid, auteur
- Gitsie : amie de Michael
- Freeze (interprété par Eric Bernat) : ami de Michael
- Keoki : D.J., petit-ami de Michael
- Andre 'Angel' Melendez (interprété par Al D. Rodriguez) : dealer de Michael
- Elke Alig : mère de Michael Alig
- Michael Musto
- Walt Paper
- Brooke Humphries
- Kenny Kenny
- Brian McCauley
- Richie Rich
- Ida Slapter